# Singh Sabha
Singh Sabha est un mouvement sikh créé en 1873 en réponse aux efforts conjoints de certains hindous et de catholiques pour convertir et ainsi effacer le sikhisme au Pendjab notamment. Les courants Nirankari et Namdhari avaient été eux aussi créés dans cette perspective.
Sabha veut dire association. La première fut fondée à Amritsar, la ville du Temple d'Or. L'Arya Samaj un mouvement de réforme hindou en 1877 a entrainé la création de multiples Singh Sabhas. Ce mouvement sikh a ainsi créé de nombreuses écoles et collèges ainsi que publié de la littérature. Il fallait que les Sikhs puissent faire vivre au mieux leur foi et la défendent face à un prosélytisme acharné. Les vraies valeurs voulues par le code de conduite sikh, le Rehat Maryada ont dû être rétablies ainsi que celles du Khalsa. Ces associations ont amené la mise en place, plus tard, du Comité Shromani Parbandhak sur les Gurdwaras, les temples sikhs, afin que les croyants puissent s'occuper de leurs lieux de culte. Le Singh Sabha avait touché véritablement le peuple, se construisant ainsi sur des bases importantes.